# آگماتین
آگماتین (انگلیسی: Agmatine) یا ۴-آمینوبوتیل-گوانیدین یک آمینوگوانیدین است که در سال ۱۹۱۰ میلادی توسط آلبرشت کوسل کشف شد. آگماتین یک ماده شیمیایی است که به طور طبیعی از اسید آمینه آرژنین ایجاد می‌شود. آگماتین در چندین هدف مولکولی، به ویژه: سیستم های انتقال دهنده عصبی، کانال های یونی، سنتز اکسید نیتریک (NO) و متابولیسم پلی آمین، اعمال تعدیل کننده انجام می‌دهد و این زمینه را برای پژوهش‌ها بیشتر در مورد کاربردهای بالقوه فراهم می‌کند.